# جانا فراي
جانا فراي (بالألمانية: Jana Frey) (و. 1969  م) هي مؤلفة، وكاتِبة سويسرية، ولدت في دوسلدورف.